# Kroonsteen

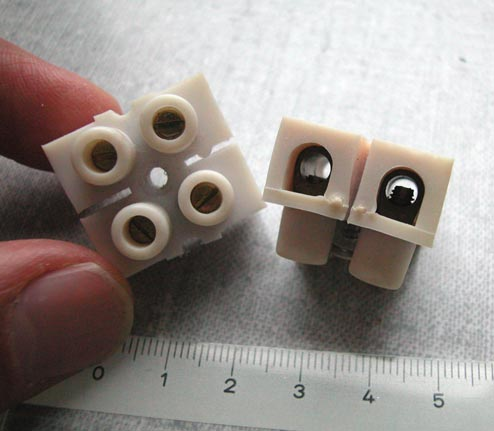
Kroonstenen

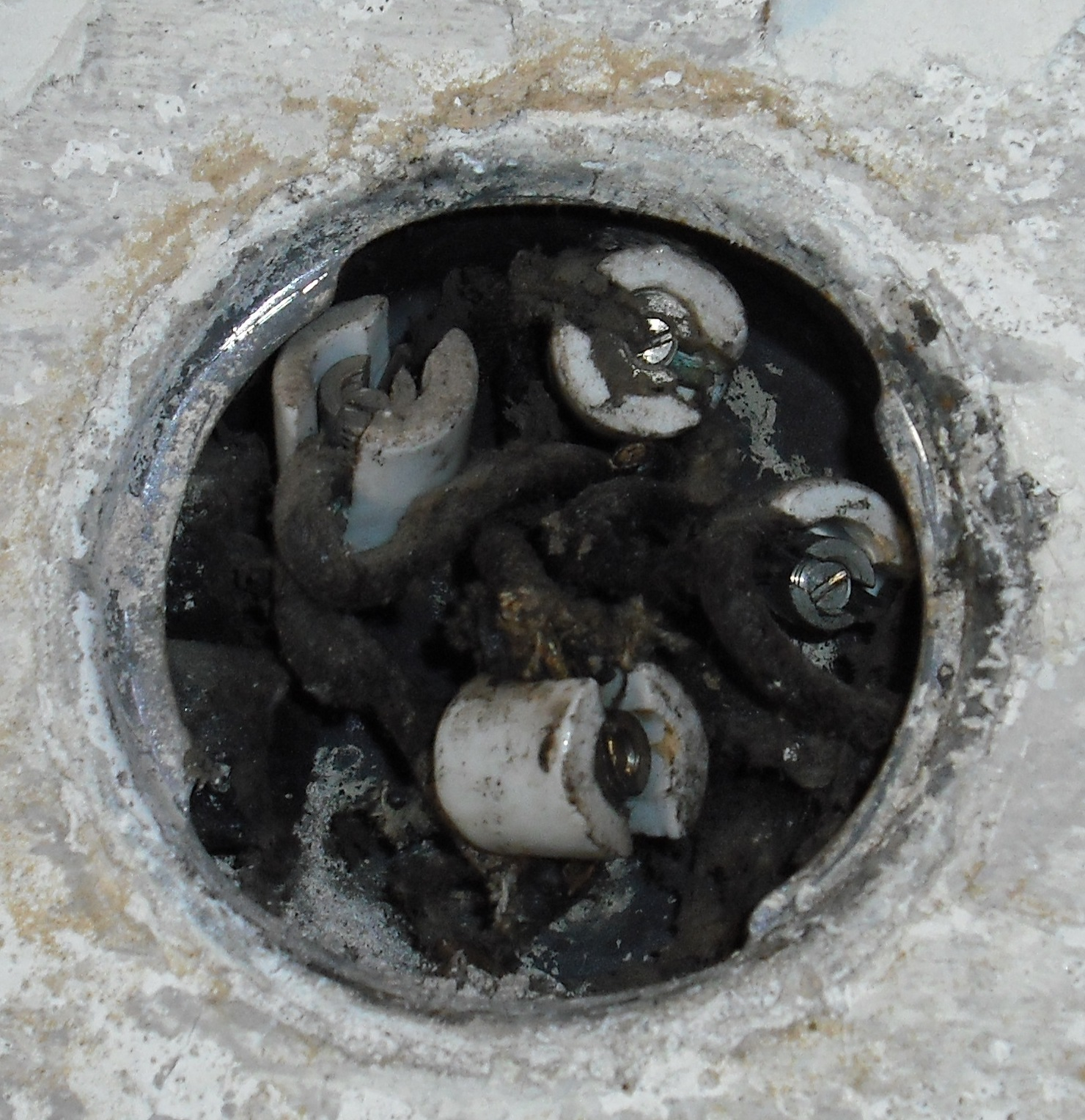
Oude kroonsteen met isolatie van porselein

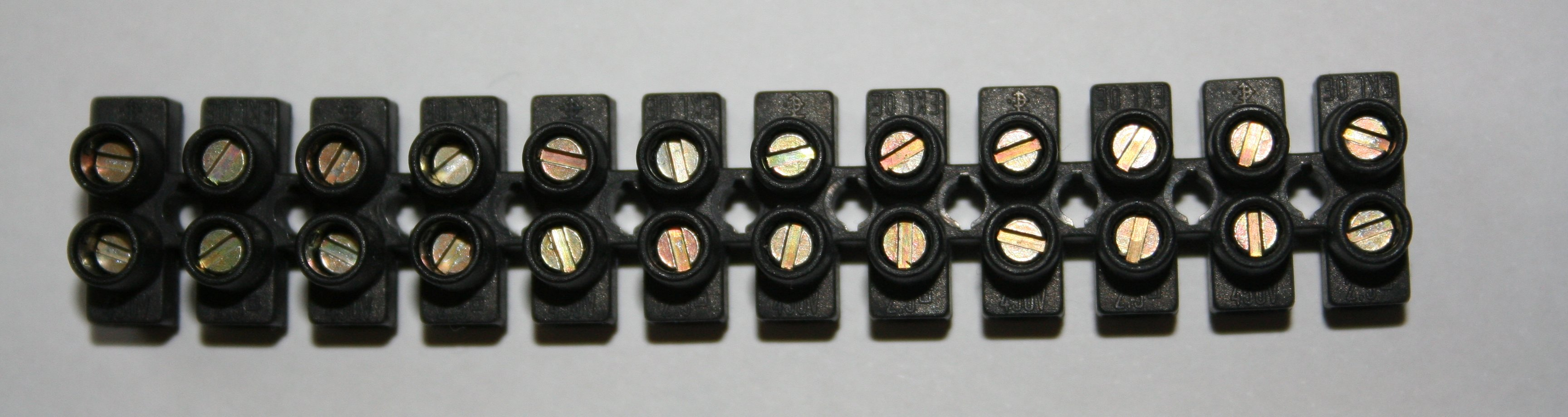
Een strip kroonsteentjes

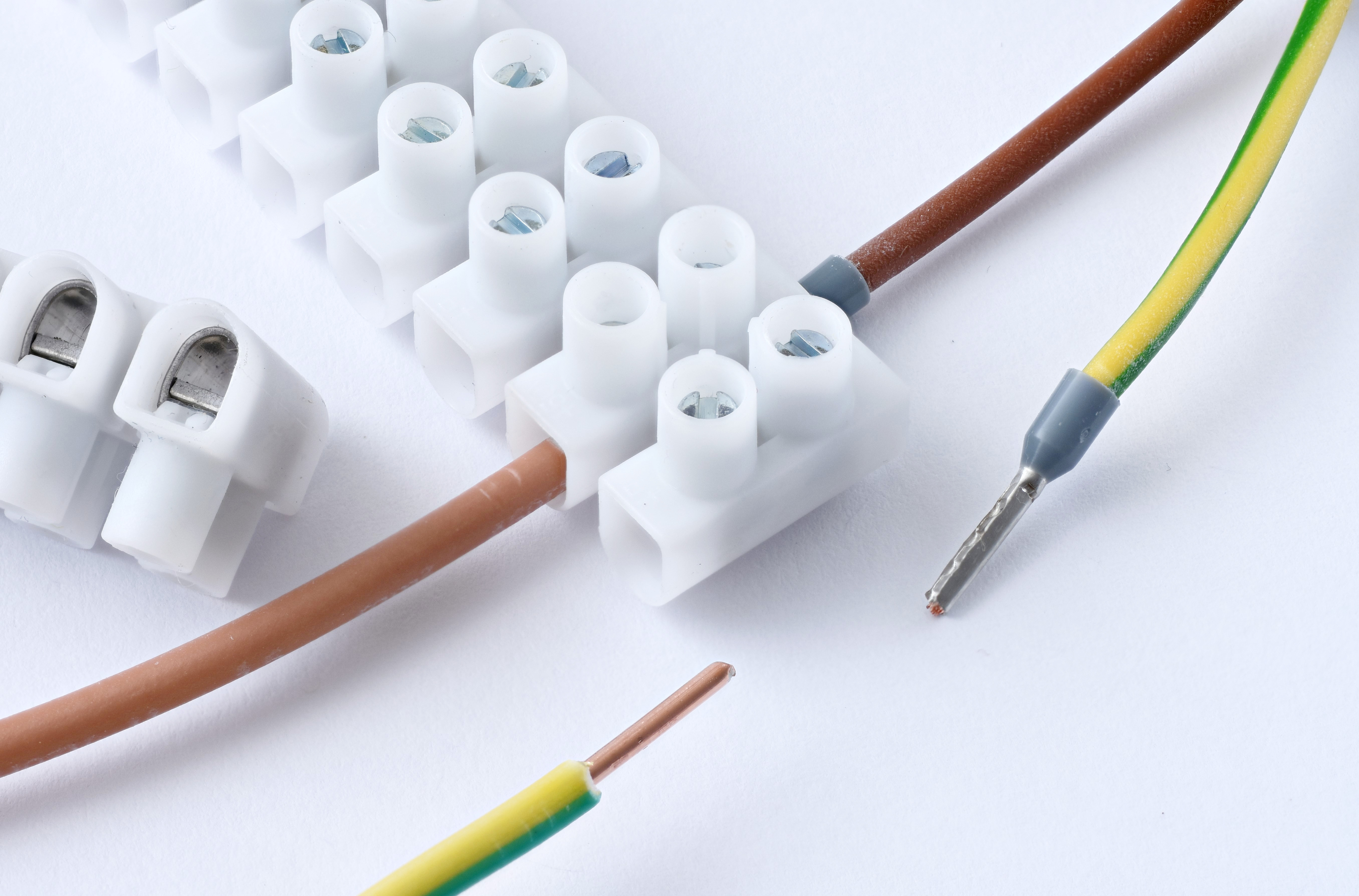
Kroonstenen, met links installatiedraad, en rechts litzedraad die voorzien is van adereindhulzen

Een kroonsteen(tje), ook bekend als lusterklem of suikertje in Vlaanderen, dient om twee of meer elektriciteitsdraden met elkaar te verbinden.
Het bestaat uit een blokje van isolatiemateriaal (porselein of kunststof) waarin messing buisjes zitten met aan weerszijden loodrecht daarop een messing boutje door een verdikt deel van de wand, waarin schroefdraad is getapt. In beide uiteinden van deze metalen buisjes kan een draad worden gestoken die onder het boutje wordt geklemd, zodat de beide draden via het buisje elektrisch met elkaar verbonden zijn. Ter bescherming van de kern van de draad is vaak een messing strip aangebracht tussen boutje en draad, zodat bij het aandraaien het boutuiteinde geen beschadigingen kan veroorzaken.
Bij litze, een soepele draad die bestaat uit een aantal dunne draadjes, kan de kern worden beschermd door middel van adereindhulsjes of door de draadjes aan elkaar te solderen. Bij elektrische installaties is dat verplicht.
Een andere vorm wordt aangetroffen in veel apparaten die bedoeld zijn voor permanente opstelling.
Een voorbeeld is een huistelefooncentrale. Een dergelijk toestel heeft vaak printkroonsteentjes die op de printplaat gesoldeerd zijn en waarin zich één schroef bevindt om een draad aan te sluiten.

## Levering en uitvoering
Porseleinen kroonsteentjes worden per stuk verkocht. Een dergelijk kroonsteentje heeft meestal twee buisjes. Deze kroonstenen worden gebruikt als in het armatuur hoge temperaturen kunnen optreden. Vroeger was dit de enige vorm waarin kroonstenen werden gemaakt.
Sinds het toenemend gebruik van kunststoffen worden de kroonstenen van pvc gemaakt en van andere kunststoffen. In de kunststofuitvoering is de vorm niet langer een blok met twee buisjes maar met meerdere buisjes, bijvoorbeeld als strip van twaalf, en heeft elk buisje een eigen 'kamer'. Deze kamers worden door een verbindingsbrug verbonden. In de brug is een gat waarmee een kroonsteentje op een ondergrond kan worden vastgeschroefd. De polen kunnen gemakkelijk worden gesplitst door deze brug met een scherp mes door te snijden.
Van een strip van twaalf kan men zes tweepolige of vier driepolige kroonsteentjes snijden. Omdat aarding noodzakelijk is is een driepolig kroonsteentje gebruikelijk. Tweepolige kroonsteentjes zullen bij nieuwe aanleg van een elektrische installatie niet meer voorkomen.

## Montage en veiligheid
De draad wordt bevestigd door met een draadstriptang eerst een stuk isolatie te verwijderen, het blote draaddeel in het busje te steken en de schroef vast te draaien. De diepte van een kroonsteen is in het algemeen ongeveer 17 mm, en een draad wordt tot halverwege in de kroonsteen gestoken. Dat betekent dat de draad voor maximaal 8 mm gestript wordt, zodat er geen blanke draad buiten het kroonsteentje blijft.
Men kan het resultaat dan ook in de hand nemen zonder een schok te krijgen. Een kroonsteentje geldt echter niet als afdoende beveiligd tegen aanraking en moet dan ook - als er netspanning op staat - binnen een behuizing gemonteerd worden.
Een kroonsteentje biedt geen trekontlasting. Men mag een lamp dus niet zonder meer aan het kroonsteentje ophangen. Vaak heeft een centraaldoos een haak, die geschikt is om het gewicht van de lamp te dragen.

## Oningerichte woningen
In een leegstaande woning behoort een kroonsteentje gemonteerd te zijn aan de blauwe, zwarte en geelgroene installatiedraad die uit de centraaldozen komt. Dit geeft een redelijke aanraakveiligheid (hoewel beperkt, zie vorige alinea). Een plafondlamp wordt meestal zonder kroonsteentje verkocht – de lamp kan aan het reeds in huis aanwezige kroonsteentje worden gemonteerd.
Als men bij verhuizing de lampen meeneemt behoort men de kroonsteentjes aan de installatiedraden achter te laten zodat nieuwe bewoners bij het betrekken van een woning geen blanke – dus gevaarlijke – onder netspanning staande draden aan het plafond zullen aantreffen.
Dit lijkt vanzelfsprekend, maar in de praktijk worden de kroonsteentjes door vertrekkende bewoners vaak meegenomen.

## Etymologie
De naam 'kroonsteen' verwijst zowel naar het oorspronkelijke gebruik als het oorspronkelijke materiaal van dit veel gebruikte onderdeel.
- Kroon: oorspronkelijk werden ze gebruikt in de lichtkronen die de oude 19e-eeuwse kaarsenkronen vervingen. Om de aansluiting naar de verschillende lampen in de lichtkroon te realiseren vanuit de twee aansluitdraden was een kroonsteentje nodig.
- Steen: voorafgaand aan het gebruik van plastic als isolator werd een kroonsteentje uit porselein vervaardigd. Porselein is, in tegenstelling tot de meeste steensoorten, een uitstekende isolator.